# Rishod Sobirov
Rishod Sobirov (n. 11 septembrie 1986, Buxoro, Uzbekistan) este un judocan ce a reprezentat Uzbekistan, medaliat olimpic. A participat la 3 ediții ale Jocurilor Olimpice (2008, 2012, 2016) în care a câștigat două medalii de bronz.